# Мирон (Ктистакис)
Митрополит Мирон (греч. Μητροπολίτης Μύρων Κτιστάκης, англ. Metropolitan Myron Ktistakis; род. 15 сентября 1969, Плора, Крит, Греция) — епископ Константинопольской православной церкви; митрополит Новозеландский (с 2018).

## Биография
Родился 15 сентября 1969 года и получил среднее образование в Ираклионе.
В 1993 году окончил Афинский аграрный университет, после чего окончил аспирантуру в Средиземноморском аграрном институте в Ханье.
В 1996 году в монастыре Агарафу был пострижен в монашество, а в 1997 году хиротонисан во иеродиакона.
В 2001 году состоялась его хиротония во иеромонаха и возведение в достоинство архимандрита. В том же году окончил богословский институт Афинского университета.
30 мая 2018 года был избран для рукоположения в сан митрополита Новозеландского.
11 июля 2018 года в Георгиевском соборе в Стамбуле состоялась его епископская хиротония, которую совершили: патриарх Константинопольский Варфоломей, архиепископ Критский Ириней (Афанасиадис), митрополит Проконисский Иосиф (Харкиолакис), митрополит Родосский Кирилл (Коеракис), митрополит Ганский и Хорский Амфилохий (Цукос), митрополит Кисамосский и Селимский Амфилохий (Андроникакис), митрополит Тамасский и Ориниссий Исаия (Киккотис) (Кипрская православная церковь), митрополит Корейский Амвросий (Зографос) и митрополит Петрский и Херронисский Герасим (Марматакис).